# Ігор Левканич
Ігор Левканич (22 січня 1909 Ренчишів — 18 січня 1962) — словацький та чехословацький політик українського (русинського) походження, діяч Української народної ради Пряшівщини, післявоєнний депутат Установчих народних зборів від Демократичної партії.

## Життєпис
Вивчав право в Празі. У 1939–1940 рр. він був суддею в Пряшеві і працював там в експозиції Служби господарського контролю. Був політично та громадсько-заангажований. Перекладав з російської мови.
Після визволення брав участь у діяльності Української Національної Ради Пряшівщини, від якої був членом Словацької Національної Ради з 1945 по 1946 рік. Пізніше сформував групу членів Української Національної Ради, пов'язану з Демократичною партією. Був приведений до присяги депутата Словацької національної ради 6 листопада 1945 року.
На парламентських виборах 1946 року він став членом Установчих національних зборів від Демократичної партії. У 1947 році був членом управи Української Національної Ради. Він залишався в парламенті до кінця свого терміну, тобто до виборів до Національних зборів у 1948 році.

### Зовнішні посилання
- Ігор Левканич у парламенті